# Волчок (приток Волка)
Волчо́к (укр. Вовчок) — река в Хмельницкой области Украины, правый приток Волка (бассейн Южного Буга). Протекает по территории Хмельницкого района.
Длина реки 39 км. Площадь водосборного бассейна 249 км². Уклон 1,1 м/км. Начинается около северной окраины села Антоновцы. Долина в верховье заболоченная, шириной 2 км. Русло умеренно извилистое, шириной 5 м в низовье, глубиной до 1 м. Используется для технического водоснабжения. На реке сооружено несколько прудов. Впадает в Волк на высоте около 280 м над уровнем моря западнее города Деражня.
На реке расположены сёла (от истока к устью): Антоновцы, Выхилевка, Пасечная, Магнышевка, Видошня, Михайловка, Никитинцы, Королёвка, Маниковцы, Яськовцы, Новосёлка, Летки.